# NGC 636
NGC 636 је елиптична галаксија у сазвежђу Кит која се налази на NGC листи објеката дубоког неба.
Деклинација објекта је - 7° 30' 44" а ректасцензија 1h 39m 6,5s. Привидна величина (магнитуда) објекта NGC 636 износи 11,5 а фотографска магнитуда 12,5. Налази се на удаљености од 24,484 милиона парсека од Сунца. NGC 636 је још познат и под ознакама MCG -1-5-13, PGC 6110.